# Brittiskt teckenspråk
Brittiskt teckenspråk, engelska: British Sign Language (BSL), är det teckenspråk som används av döva i Storbritannien.
Baserat på officiell statistik uppskattar British Deaf Association att det finns 151 000 användare av brittiskt teckenspråk i Storbritannien, av vilka 87 000 är döva. Dessa siffror exkluderar tolkar och andra professionella användare, om de inte använder teckenspråk i hemmet.

## Historik
Liksom för de flesta teckenspråk så finns det inga egentliga skriftliga källor på brittiskt teckenspråk. Det är känt att döva i Storbritannien har använt teckenspråk åtminstone sedan 1500-talet. Ett mer fullödigt språk som liknar dagens BSL tros ha utvecklats på 1700-talet när städerna växte sig stora nog för att ha större grupper av döva. På 1800-talet startades dövskolor vilket ledde till att BSL blev det etablerade språket för döva i landet.
BSL är nära besläktat med australiskt teckenspråk (auslan) och nyzeeländskt teckenspråk (NZSL). Alla tre språken delar samma rötter och grammatik. De har också ett stort överlapp i ordförrådet. Lingvisten Trevor Johnston, specialiserad på auslan, har argumenterat för att de ska ses som dialekter av samma språk.
År 2003 erkändes BSL som officiellt minoritetsspråk i Storbritannien.